# Apostolisches Vikariat Camiri
Das Apostolische Vikariat Camiri (lat.: Apostolicus Vicariatus Cuevensis) ist ein in Bolivien gelegenes römisch-katholisches Apostolisches Vikariat mit Sitz in Camiri. 

## Geschichte
Das Apostolische Vikariat Camiri, im Südosten Boliviens gelegen, wurde am 22. Mai 1919 durch Papst Benedikt XV. mit dem Dekret Optimo sane Consilio aus Gebietsabtretungen des Bistums Santa Cruz de la Sierra als Apostolisches Vikariat Chaco errichtet. Es wurde toskanischen Minderbrüdern zur Verwaltung übergeben, die es bis heute betreuen. Am 12. Februar 1925 gab das Apostolische Vikariat Chaco Teile seines Territoriums zur Gründung der Apostolischen Präfektur Pilcomayo ab.
Am 8. Februar 1951 wurde der Name des Apostolischen Vikariats Chaco in Apostolisches Vikariat Cuevo geändert. Das Apostolische Vikariat Cuevo änderte am 29. März 2003 seinen Namen in Apostolisches Vikariat Camiri. Das Vikariat liegt im Gebiet der Missionsprovinz vom hl. Antonius in Bolivien, mit der die toskanische Ordensprovinz kooperiert.
Das Vikariat umfasst eine Fläche von 100.000 km² und ist hauptsächlich bewohnt von den Völkern der Guaraní sowie Mestizen und kleinen Gruppen aus den indigenen Völkern der Quechua, Mataco, Toba, Ayoreo und Tapieté.
Neben den Franziskanern arbeiten in dem Gebiet des Vikariats folgende Ordensgemeinschaften:
- Franziskanerklarissen vom Allerheiligsten Sakrament (Erziehung und Katechese)
- Franziskanerinnen der hl. Elisabeth (Krankenpflege, Erziehung und Pastoral)
- Missionsfranziskanerinnen vom Kinde Jesu (Erziehung und Pastoral)
- Franziskanerinnen von der Unbefleckten Empfängnis (Gesundheitswesen und Pastoralarbeit)
- Franziskanerinnen von der Menschwerdung Christi (Krankenpflege und Katechese)
- Dominikanerinnen von der Darstellung des Herrn (Krankenpflege und Pastoral)

## Apostolische Vikare
- Ippolito Ulivelli OFM, 13. August 1919–27. Oktober 1922
- Angelo Cesare Vigiani OFM, 26. Januar 1924–23. Januar 1950
- Cesar Benedetti OFM, 8. Februar 1951–1972
- Giovanni Décimo Pellegrini OFM, 18. Dezember 1972–31. Oktober 1992
- Leonardo Bernacchi OFM, 17. November 1993–15. Juli 2009
- Francesco Focardi OFM, 15. Juli 2009–2. August 2017
- Jesús Galeote Tormo OFM, seit 22. Februar 2019